# بن آسکرن
بن آسکرن (انگلیسی: Ben Askren؛ زادهٔ ۱۸ ژوئیهٔ ۱۹۸۴) ورزشکار هنرهای رزمی ترکیبی اهل ایالات متحده آمریکا است.
اسکرن یک رزمی‌کار حرفه‌ای سابق آمریکایی در رشته‌های رزمی ترکیبی، بوکسور حرفه‌ای و کشتی‌گیر المپیکی است. او پیش از این در بخش‌های وزن متوسط مسابقات قهرمانی مبارزه بلاتور و وان اف‌سی رقابت می‌کرد، جایی که طولانی‌ترین قهرمان وزن متوسط بلاتور و طولانی‌ترین قهرمان جهان وزن متوسط یک بود. او همچنین در بخش وزن متوسط یواف‌سی رقابت می‌کرد.
او که یک گراپلر ماهر بود، عضو تیم المپیک ایالات متحده در سال ۲۰۰۸ و قهرمان ملی در کشتی آزاد بود. او همچنین قهرمان پان آمریکن در سال ۲۰۰۵ به عنوان یک کشتی‌گیر آزاد بود. در دانشگاه، اسکرن دو بار قهرمان ملی دسته اول NCAA (چهار بار فینالیست) و سه بار قهرمان کنفرانس Big 12 (چهار بار فینالیست) برای تیم میسوری تایگرز بود و دومین کشتی‌گیری بود که چندین جایزه دن هاج (معادل جایزه هایزمن در کشتی) را در کشتی محلی به دست آورد. او همچنین قهرمان جهان در کشتی تسلیمی بود.